# Susz (gmina)
Pour la ville, voir Susz.
Susz est une gmina mixte du powiat de Iława, Varmie-Mazurie, dans le nord de la Pologne. Son siège est la ville de Susz, qui se situe environ 21 km au nord-ouest d'Iława et 77 km à l'ouest de la capitale régionale Olsztyn.
La gmina couvre une superficie de 258,95 km2 pour une population de 12 825 habitants.

## Géographie
Outre la ville de Susz, la gmina inclut les villages d'Adamowo, Babięty Małe, Babięty Wielkie, Bałoszyce, Bałoszyce Małe, Boleszów, Bornice, Bronowo, Brusiny, Brusiny Małe, Chełmżyca, Czerwona Woda, Dąbrówka, Dolina, Emilianowo, Fabianki, Falknowo, Falknowo Małe, Grabowiec, Huta, Jakubowo Kisielickie, Janowo, Januszewo, Jawty Małe, Jawty Wielkie, Kamieniec, Karolewo, Krzywiec, Lisiec, Lubnowy Małe, Lubnowy Wielkie, Michałowo, Nipkowie, Olbrachtówko, Olbrachtowo, Piaski, Piotrkowo, Redaki, Róża, Różanki, Różnowo, Rudniki, Rumunki, Stawiec, Ulnowo, Wądoły, Wiśniówek, Żakowice, Zieleń et Zofiówka.
La gmina borde les gminy de Iława, Kisielice, Prabuty, Stary Dzierzgoń et Zalewo.